# 哈拉斯
哈拉斯（Hallas），是英國作家約翰·羅納德·瑞爾·托爾金（J.R.R. Tolkien）的史詩式奇幻說《魔戒三部曲》中的虛構人物。
他是剛鐸（Gondor）的宰相和第十三任攝政王（Ruling Steward）。

## 名字
哈拉斯（Hallas）一名來自辛達語，與早期版本第一紀元精靈國王歐洛隹斯之子同名，意思不明，前部份可拆解為"hall"或"halla"，前者意思為「尊貴、崇高」Exalted, high，後者可解作「高大的」Tall，至於後部份"las"可以解作「葉子」Leaf。

## 總覽
哈拉斯是剛鐸的登丹人（Dúneain）。他屬於胡林家族（House of Húrin），父親是剛鐸宰相及第十二任攝政王克瑞安（Cirion）。不清楚他有沒有任何兄弟姊妹。他的兒子是胡林（Húrin）。
他是第十三任剛鐸攝政王，兼任剛鐸的宰相（Steward）。在哈拉斯任內剛鐸處於和平時期，沒有任何戰亂，他也沒有立下令人注目的功績。
他生於第三紀元2480年，死於2605年，享年125歲。

## 生平
哈拉斯生於第三紀元2480年，大概是在米那斯提力斯（Minas Tirith）出生。
2510年，他的父親克瑞安領兵到卡蘭納宏（Calenardhon）抗擊侵略的畢額丘斯人（Balchoth），哈拉斯留在首都代替父親執政。其後凱勒布蘭特平原之戰（Battle of Field of Celebrant）勝利，克瑞安將卡蘭納宏封給救援剛鐸的伊歐（Eorl），並與對方在哈力費理安（Halifirien）立下誓盟，哈拉斯也見證了兩國的誓約。哈拉斯亦想出以「洛汗」（Rohan）與「洛希林」（Rohirrim）的名字來稱呼卡蘭納宏和伊歐一族，兩字分別在辛達語中解作「驃騎國」Horse country和「牧馬王」Horse lords。
2567年，克瑞安去世，由哈拉斯繼位。
第三紀元2605年，哈拉斯去世，結束38年的統治，由他的兒子胡林繼位。

## 資料來源
1. 1 2 3  《中土世界的歷史》 Vol.12《中土世界的民族》 "The Heirs of Elendil"
2. ↑  .   [2011-11-18]. （原始内容存档于2011-10-16）.
3. 1 2 3 4  《魔戒三部曲》 2001年 聯經初版翻譯 附錄一帝王本紀及年表
4. 1 2 3  《未完成的故事》 1998年 HarperCollins重印版 "Cirion and Eorl"

| 前任： 克瑞安 | 剛鐸宰相及攝政王 | 繼任： 胡林二世 |